# Saut à ski en Hongrie

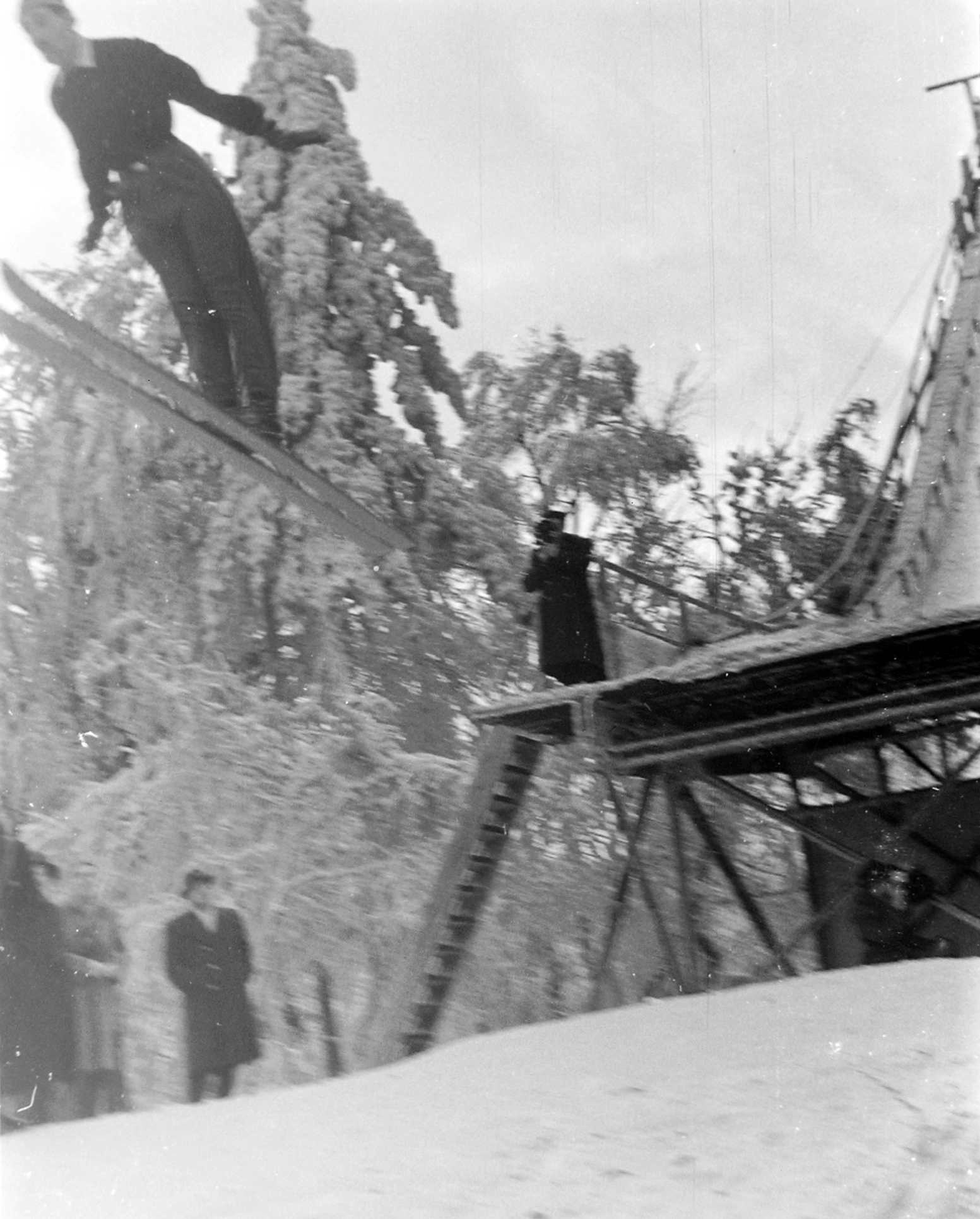
Un sauteur à ski à Budapest en 1954 (collection Fortepan).

Le saut à ski en Hongrie est pratiqué depuis une centaine d'années. Le saut à ski a débuté en 1909 et le pays a compté jusqu'à neuf tremplins. Le sport décline dans les années 1980 et en 2021 le pays ne compte que les trois tremplins de Kőszeg et qu'un club.
Plusieurs sauteurs hongrois ont participé aux Jeux olympiques et aux championnats du monde mais ils n'ont remporté aucune médaille.

## Historique
Le premier concours de saut à ski a eu lieu à Normafa en 1909. À l'époque, Budapest était l'épicentre du ski hongrois. Le premier tremplin en bois de Budapest est inauguré le 26 janvier 1919. D'autres tremplins de plus en plus grands sont construits dans les années 1920 et 1930 dans plusieurs quartiers de la ville. Dans les années 1930, le plus grand tremplin de Hongrie, le tremplin de Mátraháza (no), situé à proximité de Gyöngyös, est construit. En 1932, Sigmund Ruud vient participer à une compétition internationale sur ce tremplin . Durant la Seconde Guerre mondiale, le sauteur à ski polonais Stanisław Marusarz se réfugie sous une fausse identité en Hongrie. Il est reconnu par Gyula Belloni (en) qui est membre de la Fédération hongroise de ski (pl) et ce dernier parvient à convaincre Stanisław Marusarz d'entraîner des jeunes hongrois. Stanisław Marusarz aide également à la construction de deux tremplins à Košice et Borsafüred (deux villes qui ne sont plus en Hongrie). À Borsafüred, une colline K-70 a été construite, sur laquelle des sauts d'environ 80 mètres pouvaient être effectués.
En janvier 1959, un concours international est organisé sur le Mátraháza. En raison du manque de neige, les sauteurs ainsi que l'équipe nationale hongroise de water-polo (en stage dans les environs) emmené par Károly Laky (hu) doivent déplacés à la pelle de la neige pour que le concours puisse avoir lieu. Lors des entraînements, un jeune espoir hongrois, Tibor Dózsa, aurait fait une chute et serait mort quelques mois plus tard à l'hôpital,.
Dans les années 1960, les sauteurs hongrois tels que László Gellér (en) brille et un nouveau tremplin plus grand est nécessaire. Finalement, sous l'impulsion de Ferenc Hemrik (en), le Mátraháza est reconstruit avec une tour métallique pour près de 3 millions de florins. Ce nouveau tremplin de 70 m est inauguré en 1969. Un concours international est organisé pour l'inauguration avec la participation de 21 concurrents représentant 7 pays dont Marjan Pečar (en). Au début des années 1970, il y avait huit clubs en Hongrie qui pratiquaient le saut à ski et le Championnat de Hongrie de saut à ski (hu) pouvaient rassembler entre 50 et 70 athlètes et des milliers de spectateurs,. Des coupes d'Europe sont organisés dans les années 1980. Cependant, en raison du manque de neige et d'argent, il est laissé à l'abandon à partir de 1989,.
En 2019, la Hongrie ne compte qu'un complexe de tremplins fonctionnels (K10, K20 et K30), celui de Kőszeg. Il est utilisé par le club local qui est seul club de saut à ski du pays.

## Lieux de pratique

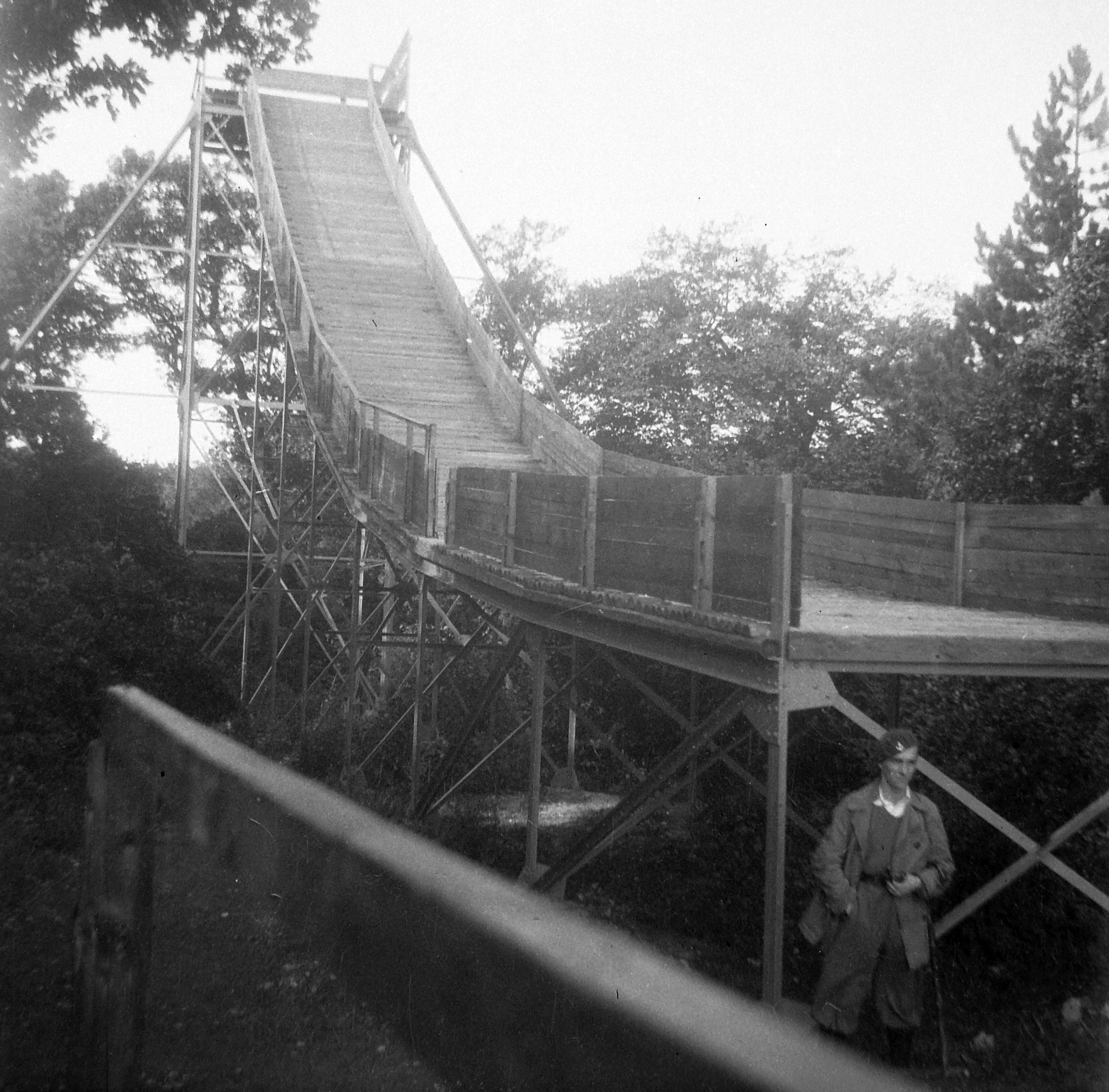
Un tremplin à Svábhegy (Budapest) en 1936.

Les tremplins qui ont été utilisés en Hongrie sont :
- Budapest. Le premier tremplin à Normafa date de 1919[11]. Le tremplin est régulièrement agrandi et modifié et il est démoli dans les années 1990[11],[1].
- Gyöngyös[2]
- Lillafüred[12]
- Parádsasvár[13]
- Sátoraljaújhely
- Galyatető[14]
- Kőszeg[2], seul tremplin encore actif
- tremplin de Mátraháza (no)
- Pécs, tremplin situé dans le Mecsek à Misina (en)[14]
- Sopron[14]

## Compétitions organisés en Hongrie
En 1921, Le premier championnat est remporté par Aladár Háberl. Le championnat est dominé par deux fratries. Les frères Geller (László Gellér (en), Mihály Gellér (en), László Gellér (en) et Gábor Gellér (en)) ont remporté 19 championnats individuels et 27 par équipes. Les frères Csávás 17 titres en individuels et par équipes cumulés (László Csávás (pl) et István Csávás (pl)). Un championnat féminin est disputé depuis 2007 mais le nombre de participantes est encore faible (en 2015, seule Virág Vörös est engagée et donc championne nationale).
Des compétitions internationales sont organisées à Budapest et sur le tremplin de Mátraháza (no),. En 1932, Sigmund Ruud vient participer à une compétition internationale sur le Mátraháza. L'année suivante, Sigmund Ruud accompagné de plusieurs compatriotes norvégiens vient à Budapest pour une démonstration. Il y réalise le record du tremplin à 37 m. En 1935, Randmod Sørensen (no), Birger Ruud et Reidar Andersen participe à un nouveau concours à Budapest. En 1959, le Mátraháza est accueille une compétition internationale. Le tremplin est agrandi en 1969 et il devient l'épicentre du saut à ski hongrois. En 1971, le tremplin de Normafa à Budapest accueille une dernière compétition internationale. Dans les années 1980, le Mátraháza est l'hôte de plusieurs manches de la coupe d'Europe de saut à ski (pl).

## Résultats des athlètes hongrois lors des compétitions internationales
Les athlètes hongrois n'ont jamais remporté de médailles dans des compétitions majeures.
La meilleure place de la Hongrie aux championnats du monde ou aux Jeux olympiques est la 19e place de László Geller (sur 58 participants) sur le grand tremplin aux Jeux olympiques de Grenoble en 1968.
Des sauteurs hongrois des années 1960 participaient régulièrement à la Tournée des quatre tremplins. La meilleure place au classement général revient à László Csávás, qui termine 30e en 1962/63 (en). Le meilleur résultat sur un concours de la Tournée est la 9e place de László Gellér à Bischofshofen en 1968. En Coupe du monde, László Fischer a obtenu la 12e place sur le tremplin normal de Lake Placid en 1984. C'est la seule fois où un sauteur à ski hongrois a remporté des points en coupe du monde.
Deux jeunes athlètes, Flórián Molnár (pl) chez les hommes et Virág Vörös chez les femmes, ambitionnent de participer aux plus grandes compétitions à leurs tours,. Ils sont entraînés à Planica par Vasja Bajc puis par Mitja Oranič,.

### Jeux olympiques
Six athlètes hongrois ont participé aux Jeux olympiques dans ce sport. Les meilleurs résultats ont été obtenus par László Gellér (en) en 1968 avec la 19e place sur la compétition disputée sur le grand tremplin. Les athlètes hongrois n'a pas toujours pu défendre leurs chances en raison de faible moyen financier,.

### Championnats du monde
Béla Szepes signe le meilleur résultat d'un hongrois avec une 20e place lors des Championnats du monde de ski nordique 1927.

### Tournée des quatre tremplins
Dans les années 1960, des sauteurs hongrois participaient régulièrement à la Tournée des quatre tremplins. La meilleure place au classement général revient à László Csávás (de), qui termine 30e en 1962/63 (en). En 1963, László Gellér (en) a pris la 16e place à Innsbruck, à seulement quelques mètres du podium.
En 1968, László Gellér réalise sa meilleure place sur un concours de la Tournée avec une 9e place à Bischofshofen. Dans les années 1980, László Fischer (pl) participe à des concours de la Tournée. Depuis sa retraite en 1989, aucun sauteur hongrois n'a participé à la Tournée.

### Coupe du monde
Chez les hommes, László Fischer (pl) est le seul hongrois à avoir marqué des points en coupe du monde lors de la saison Coupe du monde de saut à ski 1984-1985,. En effet, il signe une 12e en 1984 lors d'un concours à Lake Placid. C'est la seule fois où un sauteur à ski masculin hongrois a marqué des points en coupe du monde.
Chez les femmes, Virág Vörös marque des points à plusieurs reprises.

### Liste des athlètes hongrois participant aux championnats du monde et aux Jeux olympiques
Les athlètes hongrois ayant participé à une compétition majeure (Jeux olympiques d'hiver et championnats du monde) : 
- Levente Balatoni (en) : Championnats du monde de ski nordique 1935
- László Csávás (en) : Jeux olympiques de 1964, Championnats du monde de ski nordique 1962
- Sandor Darabos (pl) : Championnats du monde de ski nordique 1935
- László Fischer (pl) : Championnats du monde de ski nordique 1985 et 1987, Championnats du monde de vol à ski 1986 et 1988
- Gábor Gellér (en) : Championnats du monde de ski nordique 1985
- László Gellér (en) : Jeux olympiques de 1964 et 1968, Championnats du monde de ski nordique 1962, 1966 et 1970
- Mihály Gellér (en) : Jeux olympiques de 1968, Championnats du monde de ski nordique 1970
- Ferenc Hemrik (en) : Jeux Olympiques de 1948
- Peter Kelemen (pl) : Championnats du monde de ski nordique 2015
- Endre Kiss (pl) : Championnats du monde de ski nordique 1962 et 1966
- Bertalan Mező (pl) : Championnats du monde de ski nordique 1954
- Flórián Molnár (pl) : Championnats du monde de ski nordique 2019
- Gyula Molnár (pl) : Championnats du monde de ski nordique 1970
- Tamás Sudár (en) : Jeux olympiques de 1960
- Béla Szepes : Championnats du monde de ski nordique 1927 et 1929
- Ákos Szilágyi (pl) : Championnats du monde de ski nordique 2013
- Pál Ványa (en) : Jeux Olympiques de 1948, Championnats du monde de ski nordique 1935 et 1939
- Virág Vörös : Championnats du monde de ski nordique 2015, 2019 et 2021

## Records nationaux
Lors d'un concours à Kulm le 21 mars 1965, Peter Lesser (en) bat le record du monde et László Gellér (en) a réalisé un saut à 137 m qui a été le record national hongrois jusqu'au début des années 1980. Ce record est battu par son frère Gábor Gellér (en) lors d'une compétition de vol à ski organisée à Harrachov en 1980. Ce dernier a réalisé 139 m ce qui est encore le record hongrois.
Le record national féminin est détenu par Virág Vörös avec un saut à 112 m,.